# 阿斯比约恩·博达尔
阿斯比约恩·博达尔（挪威語：Asbjørn Bodahl，1896年4月20日—1962年12月21日），挪威男子竞技体操运动员。他曾代表挪威获得1920年夏季奥运会体操比赛男子团体自由式银牌。他于1962年在萨尔普斯堡去世。